# Cima Alessandria
La Cima Alessandria si innalza per circa 5 900 metri s.l.m. nella Cordillera Blanca. La vetta è stata raggiunta il 13 agosto 2008 per la prima volta dalla sezione del Club Alpino Italiano di Alessandria guidata al capo spedizione Roberto Mandirola insieme ad altri undici alpinisti che partendo da Lima si sono acclimatati a Cuzco, Machu Picchu e dopo aver scalato il Vallunaraju hanno scalato la cima senza nome a cui è stato dato il nome di Cima Alessandria in onore degli ottant'anni della sezione del CAI cittadina. L'altezza della cima risulta essere sui 5 900 metri s.l.m., ma la quota esatta si saprà dopo ulteriori misurazioni.  Il toponimo è condiviso con l'omonima cima Alessandria (m 1690) situata in Groenlandia.